# Vibrator
Pour plus de détails, voir Fiche technique et Distribution.
Vibrator (ヴァイブレータ) est un film japonais réalisé par Ryuichi Hiroki et sorti en 2003.

## Fiche technique
- Réalisation : Ryuichi Hiroki
- Scénario : Haruhiko Arai

## Distribution
- Shinobu Terajima : Rei Hayakawa
- Nao Ōmori : Takatoshi
- Riho Makise (en) :
- Jun Murakami :
- Eugene Nomura :
- Miki Sakajou :
- Tomorowo Taguchi (en) :
- Eriko Takayanagi :
- Masahiro Toda :

## Distinctions
- Festival du film de Yokohama 2004 : 
  - Meilleur film
  - Meilleur réalisateur pour Ryuichi Hiroki
  - Meilleur scénario pour Haruhiko Arai
  - Meilleure actrice pour Shinobu Terajima
  - Meilleur acteur dans un second rôle pour Nao Ōmori